# Campeonato Sergipano de Futebol de 1940
O Campeonato Sergipano de Futebol de 1940 foi a 17º edição da divisão principal do campeonato estadual de Sergipe. O campeão foi o Sergipe que conquistou seu 9º título na história da competição.

## Premiação
| Campeonato Sergipano de 1940 |
| Aracaju                      |
| ---------------------------- |
| Sergipe Campeão (9º título)  |